# Echinopsis densispina
Echinopsis densispina es una especie de plantas en la familia Cactaceae. Es endémica de Jujuy y Salta en Argentina y Chuquisaca, Cochabamba, Potosí y Tarija en Bolivia. Es una especie inusual en las colecciones.

## Descripción
Echinopsis densispina crece individualmente. El tallo con forma de huevo, de color gris-verde a verde oscuro alcanzan alturas de hasta 8 centímetros de un diámetro de 5,5 centímetros. Tiene alrededor de 17 costillas que se dividen en las cúspides. En ellas se encuentran las areolas de color blanco amarillento, a veces hundidas y miden hasta 0,5 cm. Las entre seis y cincuenta y seis  espinas centrales son de color marrón oscuro e inclinadas, enderezadas un poco y engrosadas en su base. Las espinas centrales son de 1,5 a 2 cm de largo o más cortas. Las 16 a 22 espinas radiales en forma de pelos flexibles, blanquecinas están dispuestas y tienen una longitud de 0,6 a 0,8 centímetros.
Las floras en forma de embudo, de color amarillo a naranja son de hasta 8,5 centímetros de largo.

## Taxonomía
Echinopsis densispina fue descrita por Erich Werdermann y publicado en Kakteenkunde 1934: 142, fig.
Etimología
Ver: Echinopsis
densispina epíteto latino que significa "con densas espinas".
Sinonimia
- Lobivia densispina Werderm. ex Backeb. & F.M.Knuth
- Hymenorebutia densispina
- Echinopsis scoparia
- Lobivia scoparia
- Hymenorebutia scoparia (Werderm.) Buining
- Lobivia rebutioides
- Hymenorebutia rebutioides
- Echinopsis rebutioides (Backeb.) Friedrich
- Lobivia chlorogona Wessner
- Hymenorebutia chlorogona (Wessner) F.Ritter
- Lobivia napina Pazout in Pazout, J.Valnicek & Subik
- Hymenorebutia napina (Pazout) Pazout[3]